# Yassin Belkhdim
Yassin Belkhdim, né le 14 février 2002 à Meulan-en-Yvelines, est un footballeur franco-marocain qui évolue au poste de milieu central à Angers SCO.

## Biographie

### Carrière en club
Formé au FC Mantois 78, Belkhdim signe à Angers en 2020 après avoir marqué un but contre l'équipe réserve du SCO en National 2,. Le 13 juin 2022, il signe après de bonnes performances avec la réserve angevine son premier contrat professionnel valable jusqu'en 2025,. Le 18 novembre 2023, il fait ses débuts en équipe première pour le club lors d'une victoire 2 à 0 sur le terrain du Houilles AC au septième tour de la Coupe de France. En seconde partie de saison 2023-2024, ses performances convainquent l'entraîneur d'Angers Alexandre Dujeux de le faire de plus en plus jouer en Ligue 2. En 2024-2025, après la promotion du SCO en Ligue 1, il devient « incontournable » au milieu de terrain et prend part à la majorité des rencontres du club.

### En sélection
En novembre 2021, Belkhdim est appelé avec l'Équipe du Maroc des moins de 23 ans, avec qui il ne dispute finalement aucun match,.

## Style de jeu
Il est capable de jouer en tant que milieu relayeur ou sur les ailes. Peu décisif, il est surtout reconnu pour son intelligence de jeu et sa capacité à « faire vivre le ballon au milieu de terrain ».

## Statistiques
| Saison                | Club                  | Championnat           | Championnat | Championnat | Championnat | Coupe(s) nationale(s) | Coupe(s) nationale(s) | Coupe(s) nationale(s) | Total | Total | Total |
| Saison                | Club                  | Division              | M.          | B.          | P.d.        | M.                    | B.                    | P.d.                  | M.    | B.    | P.d.  |
| 2019-2020             | FC Mantois            | National 2            | 11          | 1           | 0           | -                     | -                     | -                     | 11    | 1     | 0     |
| 2020-2021             | Angers SCO B          | National 2            | 8           | 1           | 0           | -                     | -                     | -                     | 8     | 1     | 0     |
| 2021-2022             | Angers SCO B          | National 2            | 22          | 1           | 2           | -                     | -                     | -                     | 22    | 1     | 2     |
| 2022-2023             | Angers SCO B          | National 2            | 15          | 1           | 1           | -                     | -                     | -                     | 15    | 1     | 1     |
| 2023-2024             | Angers SCO B          | National 2            | 12          | 1           | 2           | -                     | -                     | -                     | 12    | 1     | 2     |
| Sous-total            | Sous-total            | Sous-total            | 57          | 4           | 5           | -                     | -                     | -                     | 57    | 4     | 5     |
| 2023-2024             | Angers SCO            | Ligue 2               | 7           | 0           | 1           | 3                     | 0                     | 0                     | 10    | 0     | 1     |
| 2024-2025             | Angers SCO            | Ligue 1               | 29          | 1           | 1           | 4                     | 0                     | 1                     | 33    | 1     | 2     |
| Sous-total            | Sous-total            | Sous-total            | 36          | 1           | 2           | 7                     | 0                     | 1                     | 43    | 1     | 3     |
| Total sur la carrière | Total sur la carrière | Total sur la carrière | 104         | 6           | 7           | 7                     | 0                     | 1                     | 111   | 6     | 8     |

## Palmarès
- Angers SCO
  - Championnat de France de D2
    - Vice-champion : 2024